# Franklin (serie animata)
Franklin è una serie televisiva a cartoni animati canadese–francese prodotta da Nelvana, Neurones France, Neurones Luxembourg, Neuroplanet, LuxAnimation e Alphanim, e basata sui libri di Brenda Clark e Paulette Bourgeois.

## Personaggi
- Franklin: è la tartaruga protagonista, che vuole scoprire sempre nuove cose, gli piace molto giocare e suonare.
- Orso: è un orso, è il migliore amico di Franklin, e si addormenta in qualunque posto esso sia.
- Volpe: è una volpe, un altro amico di Franklin, ha un debole per Tasso.
- Signor Volpe: è il padre di Volpe, come professione fa il tuttofare, l'inventore e sa riparare le cose rotte.
- Castoro: è un castoro ma è femmina, un'amica di Franklin.
- Tasso: è un tasso americano femmina, un'altra amica di Franklin, è timida e gentile, nonostante abbia le stampelle sa fare ogni cosa.
- Signor Tasso: è il padre di Tasso, molto amichevole con tutti, lavora all'ufficio postale e si occupa delle consegne.
- Procione: è un procione, un altro amico di Franklin.
- Moffetta: è una moffetta, un'altra amica di Franklin.
- Garroz: è un toro, personal trainer di Franklin.
- Waka: è una nutria, un altro amico di Franklin, gli piace molto suonare, ballare e organizzare feste insieme a tutti gli altri.
- Larva putrifaga: è una larva, amica di Franklin, le piace molto scavare insieme a tutti gli altri
- Bomber: è un lupo, il compagno di merende di Franklin, ama mangiare ai buffet organizzati da Waka. Una curiosità è che in ogni sua apparizione ha del cibo in mano.

## Episodi
La serie si compone di 6 stagioni composte da 13 episodi l'una per un totale di 78. Inoltre vennero prodotti anche quattro film che fungono da speciali.
| N°   | Numero stagione | Episodi | Trasmissione originale | Trasmissione originale |
| ---- | --------------- | ------- | ---------------------- | ---------------------- |
| 1    | Stagione 1      | 13      | 3 novembre 1997        | 26 gennaio 1998        |
| 2    | Stagione 2      | 13      | 7 settembre 1998       | 30 novembre 1998       |
| 3    | Stagione 3      | 13      | 11 ottobre 1999        | 21 febbraio 2000       |
| 4    | Stagione 4      | 13      | 8 maggio 2000          | 30 luglio 2000         |
| 5    | Stagione 5      | 13      | 29 aprile 2002         | 22 luglio 2002         |
| 6    | Stagione 6      | 13      | 23 maggio 2004         | 8 agosto 2004          |
| Film | Film            | 4       | 17 ottobre 2000        | 6 settembre 2006       |

## Doppiaggio
Il doppiaggio italiano delle prime due stagioni è stato curato dalla Videodelta di Torino. L'adattamento dei dialoghi dell'edizione italiana sono stati effettuati da Silvia Bacinelli. Dalla terza stagione alla sesta invece il doppiaggio italiano è stato svolto presso lo Studio P.V. di Milano sotto la direzione di Aldo Stella e l'assistenza di Isabella Fratto e Francesca Mugavero. I dialoghi di queste stagioni sono stati curati da Martino Consoli e Alberto Pirovano. Il mixing è stato effettuato da Davide Porro, il ruolo di fonico di doppiaggio è stato affidato a Alessandro Balbi mentre il coordinamento è stato ad opera di Antonia De Angelis.
| Personaggio     | Doppiatore originale                                                                    | Doppiatore italiano                                                           |
| --------------- | --------------------------------------------------------------------------------------- | ----------------------------------------------------------------------------- |
| Franklin        | Noah Reid (stagioni 1-5) Cole Caplan (stagione 6)                                       | Patrizia Mottola                                                              |
| Mamma           | Elizabeth Brown                                                                         | Anna Radici                                                                   |
| Papà            | Richard Newman                                                                          | Riccardo Lombardo                                                             |
| Castoro         | Leah Cudmore                                                                            | Sonia Mazza                                                                   |
| Chiocciola      | Kristen Bone                                                                            | Anna Lana (1ª voce) Emanuela Pacotto (2ª voce)                                |
| Lontra          | Sophie Lang (stagione 1) Marieve Herington (stagioni 2-6)                               | Luigi Scribani                                                                |
| Moffetta        | Annick Obonsawin                                                                        | Olivia Manescalchi                                                            |
| Voce narrante   | Judy Marshak (stagione 1) Shirley Douglas (stagioni 1-5) Janet-Laine Green (stagione 6) | Sonia Mazza (1ª parte degli episodi) Rossana Bassani (2ª parte degli episodi) |
| Nonna Tartaruga | Corinne Conley                                                                          | Vittoria Lottero                                                              |
| Oca             | Olivia Garratt (stagioni 1-5) Vivien Endicott-Douglas (stagione 6)                      | Laura Righi (1ª voce) Tosawi Piovani (2ª voce)                                |
| Maestra Oca     | Catherine Disher                                                                        | Angela Brusa (1ª voce) Valeria Falcinelli (2ª voce)                           |
| Opossum         | Ioanna Gkizas                                                                           | Angela Brusa                                                                  |
| Orsettina       | Susan Roman                                                                             | Olivia Manescalchi                                                            |
| Orso            | Cody Jones (stagione 1) Luca Perlman (stagioni 2-5) Marc McMulkin (stagione 6)          | F. Ruggiero (1ª voce) Massimo Di Benedetto (2ª voce)                          |
| Dottoressa      | Nicole Shirer                                                                           | Tullia Piredda                                                                |
| Porcospino      | Sharai-Ann Ross-Laney (stagioni 1-2) Katie Griffin (stagione 6)                         | Claudia Penoni                                                                |
| Procione        | Jamie Haydon-Devlin                                                                     | Claudia Penoni                                                                |
| Scoiattolo      | Cole Caplan                                                                             | Luigi Scribani                                                                |
| Signor Gufo     | James Earl Jones                                                                        | Adolfo Fenoglio                                                               |
| Signor Moffetta |                                                                                         | Luigi Scribani                                                                |
| Signor Orso     | Donald Burda                                                                            | Santo Versace                                                                 |
| Signor Talpa    | William Colgate                                                                         | Franco Vaccaro                                                                |
| Signora Alce    |                                                                                         | Olivia Manescalchi                                                            |
| Signora Castoro | Valerie Boyle                                                                           | Claudia Penoni                                                                |
| Signora Orso    | Mari Trainor                                                                            | Laura Righi                                                                   |
| Tasso           | Ruby Smith-Merovitz (stagioni 1-5) Melinda Chrysalis (stagione 6)                       | Olivia Manescalchi                                                            |
| Volpe           | Gil Filar (stagioni 1-3) Ali Mukaddam (stagioni 4-5) Scott Beaudin (stagione 6)         | Olivia Manescalchi                                                            |

## Franklin and Friends
Il 27 settembre 2010, Nelvana ha annunciato che era iniziata la produzione di una nuova serie animata realizzata in computer grafica intitolata Franklin and Friends. Quest'ultima presenta 52 episodi e vede il ritorno di tutti i personaggi della prima serie in aggiunta alla zia di Franklin. È frutto di una coproduzione di Nelvana (Canada) e Infinite Frameworks Pte. Ltd. (Singapore).
Franklin and Friends è stata trasmessa in Canada su Treehouse TV dal 4 marzo 2011 al 22 dicembre 2013 mentre in Italia è andata in onda prima su Italia 1 dal 2 aprile 2012 per poi proseguire su Cartoonito e Boomerang.